# 乔瓦尼·莫尔加尼
乔瓦尼·巴蒂什·莫尔加尼（Giovanni Battista Morgagni，1682年2月25日—1771年12月6日），意大利解剖学家和病理学家，他将病理解剖发展成为一门精确的科学，被誉为现代病理解剖学之父。
莫尔加尼出生于意大利北部的弗利，1701年获得博洛尼亚大学病理学和医学学位后，留校担任其导师安东尼奥·马里亚·瓦尔萨瓦的解剖员。1704年协助瓦尔萨瓦完成《论人耳》（De Aure Humana）。1710年成为医学教授。1715年晋升为解剖学主席。
1761年，莫尔加尼发表重要的著作《疾病的位置与病因》（De Sedibus et Causis Morborum per Anatomen Indagatis），书中描述了600余例解剖案例，首次系统地记载了许多疾病的器官病理变化，认为每一种疾病都与一定的器官损害有关，有它独特的病变部位。